# Gauliga Baden 1933/34
Die Gauliga Baden 1933/34 war die erste Spielzeit der Gauliga Baden im Fußball. Die Spielklasse setzte sich aus Mannschaften dreier Staffeln der vormaligen Bezirksligen der Saison 1932/33 zusammen: Die drei Mannheimer Vereine hatten zuvor in der Bezirksliga Rhein/Saar gespielt, Brötzingen und Pforzheim in der württembergischen Gruppe der Bezirksliga Württemberg/Baden, die übrigen fünf Mannschaften in der Gruppe Baden. Die Gauligasaison startete am 9. September 1933 und endete am 8. April 1934. Die Meisterschaft gewann der SV Waldhof mit einem Punkt Vorsprung auf den Lokalrivalen VfR Mannheim. Der SV Waldhof qualifizierte sich damit für die Endrunde um die deutsche Meisterschaft, wo er bis ins Halbfinale vorstoßen konnte, dort aber am späteren deutschen Meister FC Schalke 04 scheiterte. Die Abstiegsränge belegten Germania Brötzingen sowie der SC Freiburg.

## Teilnehmer
Für die erste Austragung der Gauliga Baden qualifizierten sich folgende Mannschaften, wobei die Entscheidung, wer in der Gauliga spielen durfte, ausschließlich beim jeweiligen Gausportführer lag.
- die fünf besten Mannschaften aus der Bezirksliga Württemberg/Baden, Gruppe Baden der süddeutschen Fußballmeisterschaft 1932/33:
  - FC Phönix Karlsruhe
  - Karlsruher FV
  - VfB Mühlburg
  - Freiburger FC
  - SC Freiburg
- die zwei besten badischen Mannschaften aus der Bezirksliga Württemberg/Baden, Gruppe Württemberg der süddeutschen Fußballmeisterschaft 1932/33:
  - 1. FC Pforzheim
  - Germania Brötzingen
- die drei besten badischen Mannschaften aus der Bezirksliga Rhein/Saar, Gruppe Rhein der süddeutschen Fußballmeisterschaft 1932/33:
  - SV Waldhof Mannheim
  - VfL Neckarau
  - VfR Mannheim

## Abschlusstabelle
| Pl. | Verein                 | Sp. | S  | U | N  | Tore    | Quote | Punkte |
| --- | ---------------------- | --- | -- | - | -- | ------- | ----- | ------ |
| 1.  | SV Waldhof Mannheim    | 18  | 10 | 5 | 3  | 042:280 | 1,50  | 25:11  |
| 2.  | VfR Mannheim           | 18  | 10 | 4 | 4  | 043:220 | 1,95  | 24:12  |
| 3.  | Freiburger FC          | 18  | 9  | 3 | 6  | 035:360 | 0,97  | 21:15  |
| 4.  | FC Phönix Karlsruhe    | 18  | 8  | 2 | 8  | 033:260 | 1,27  | 18:18  |
| 5.  | 1. FC Pforzheim        | 18  | 8  | 2 | 8  | 038:350 | 1,09  | 18:18  |
| 6.  | Karlsruher FV          | 18  | 6  | 6 | 6  | 023:290 | 0,79  | 18:18  |
| 7.  | VfL Neckarau           | 18  | 6  | 5 | 7  | 030:310 | 0,97  | 17:19  |
| 8.  | VfB Mühlburg           | 18  | 6  | 5 | 7  | 025:260 | 0,96  | 17:19  |
| 9.  | FC Germania Brötzingen | 18  | 7  | 2 | 9  | 036:390 | 0,92  | 16:20  |
| 10. | SC Freiburg            | 18  | 2  | 2 | 14 | 021:540 | 0,39  | 06:30  |

## Kreuztabelle
Die Kreuztabelle stellt die Ergebnisse aller Spiele dieser Saison dar. Die Heimmannschaft ist in der linken Spalte, die Gastmannschaft in der oberen Zeile aufgelistet.
| 1933/34                | SV Waldhof Mannheim | VfR Mannheim | Freiburger FC | FC Phönix Karlsruhe | 1. FC Pforzheim | Karlsruher FV | VfL Neckarau | VfB Mühlburg | FC Germania Brötzingen |     |
| ---------------------- | ------------------- | ------------ | ------------- | ------------------- | --------------- | ------------- | ------------ | ------------ | ---------------------- | --- |
| SV Waldhof Mannheim    |                     | 1:0          | 3:1           | 0:0                 | 4:0             | 0:1           | 3:3          | 2:1          | 3:2                    | 3:0 |
| VfR Mannheim           | 2:2                 |              | 3:1           | 5:0                 | 6:3             | 3:0           | 0:0          | 0:0          | 3:2                    | 7:0 |
| Freiburger FC          | 1:2                 | 1:4          |               | 3:2                 | 3:2             | 1:1           | 1:0          | 1:1          | 3:1                    | 4:0 |
| FC Phönix Karlsruhe    | 3:2                 | 1:2          | 0:1           |                     | 0:1             | 0:0           | 7:1          | 2:1          | 2:0                    | 5:1 |
| 1. FC Pforzheim        | 4:1                 | 3:1          | 4:1           | 2:1                 |                 | 0:1           | 1:1          | 2:1          | 5:2                    | 4:1 |
| Karlsruher FV          | 1:2                 | 2:2          | 2:2           | 0:2                 | 3:1             |               | 2:1          | 1:1          | 2:1                    | 3:1 |
| VfL Neckarau           | 1:1                 | 0:1          | 1:3           | 3:2                 | 3:1             | 6:1           |              | 1:0          | 5:1                    | 1:1 |
| VfB Mühlburg           | 4:4                 | 2:1          | 1:3           | 1:2                 | 2:1             | 1:0           | 3:0          |              | 3:2                    | 2:1 |
| FC Germania Brötzingen | 3:6                 | 3:1          | 6:1           | 2:0                 | 3:2             | 1:1           | 3:1          | 0:0          |                        | 3:1 |
| SC Freiburg            | 1:3                 | 1:2          | 3:4           | 1:4                 | 2:2             | 4:2           | 0:3          | 3:1          | 0:1                    |     |

## Aufstiegsrunde
Kreuztabelle:
| 1933/34               | FC Germania Karlsdorf | MFC 08 Lindenhof | FC 08 Villingen |
| --------------------- | --------------------- | ---------------- | --------------- |
| FC Germania Karlsdorf |                       | 2:1              | 3:2             |
| MFC 08 Lindenhof      | 3:1                   |                  | 4:2             |
| FC 08 Villingen       | 0:1                   | 3:1              |                 |

Abschlusstabelle:
| Pl. | Verein                                               | Sp. | S | U | N | Tore    | Quote | Punkte |
| --- | ---------------------------------------------------- | --- | - | - | - | ------- | ----- | ------ |
| 1.  | FC Germania Karlsdorf (Sieger Bezirk II Mittelbaden) | 4   | 3 | 0 | 1 | 007:600 | 1,17  | 06:20  |
| 2.  | MFC 08 Lindenhof (Sieger Bezirk I Unterbaden)        | 4   | 2 | 0 | 2 | 009:800 | 1,13  | 04:40  |
| 3.  | FC 08 Villingen (Sieger Bezirk III Oberbaden)        | 4   | 1 | 0 | 3 | 007:900 | 0,78  | 02:60  |

## Statistiken

### Torschützen
| Rang | Spieler         | Verein                 | Tore |
| ---- | --------------- | ---------------------- | ---- |
| 1    | Heini Peters    | Freiburger FC          | 15   |
| 2    | Erich Fischer   | 1. FC Pforzheim        | 14   |
| 2    | Fritz Rapp      | FC Germania Brötzingen | 14   |
| 4    | Kurt Langenbein | VfR Mannheim           | 11   |
| 5    | Hermann Föry    | FC Phönix Karlsruhe    | 10   |
| 5    | Otto Siffling   | SV Waldhof Mannheim    | 10   |

### Zuschauer
|         | Verein                 | Zuschauer | pro Spiel |
| ------- | ---------------------- | --------- | --------- |
| 01.     | VfR Mannheim           | 42.250    | 4.694     |
| 02.     | SV Waldhof Mannheim    | 39.000    | 4.333     |
| 03.     | 1. FC Pforzheim        | 35.950    | 3.994     |
| 04.     | Karlsruher FV          | 27.750    | 3.083     |
| 05.     | VfB Mühlburg           | 26.850    | 2.983     |
| 06.     | FC Phönix Karlsruhe    | 26.850    | 2.983     |
| 07.     | FC Germania Brötzingen | 23.750    | 2.639     |
| 08.     | VfL Neckarau           | 23.750    | 2.639     |
| 09.     | Freiburger FC          | 22.750    | 2.528     |
| 10.     | SC Freiburg            | 16.100    | 1.789     |
| Gesamt: | Gesamt:                | 285.000   | 3.167     |

- Spiel mit den meisten Zuschauern: VfR Mannheim – SV Waldhof Mannheim (11. März 1934; 12.000 Zuschauer)
- Spiel mit den wenigsten Zuschauern: SC Freiburg – FC Germania Brötzingen (4. Februar 1934; 450 Zuschauer)